# August Friedrich Cranz

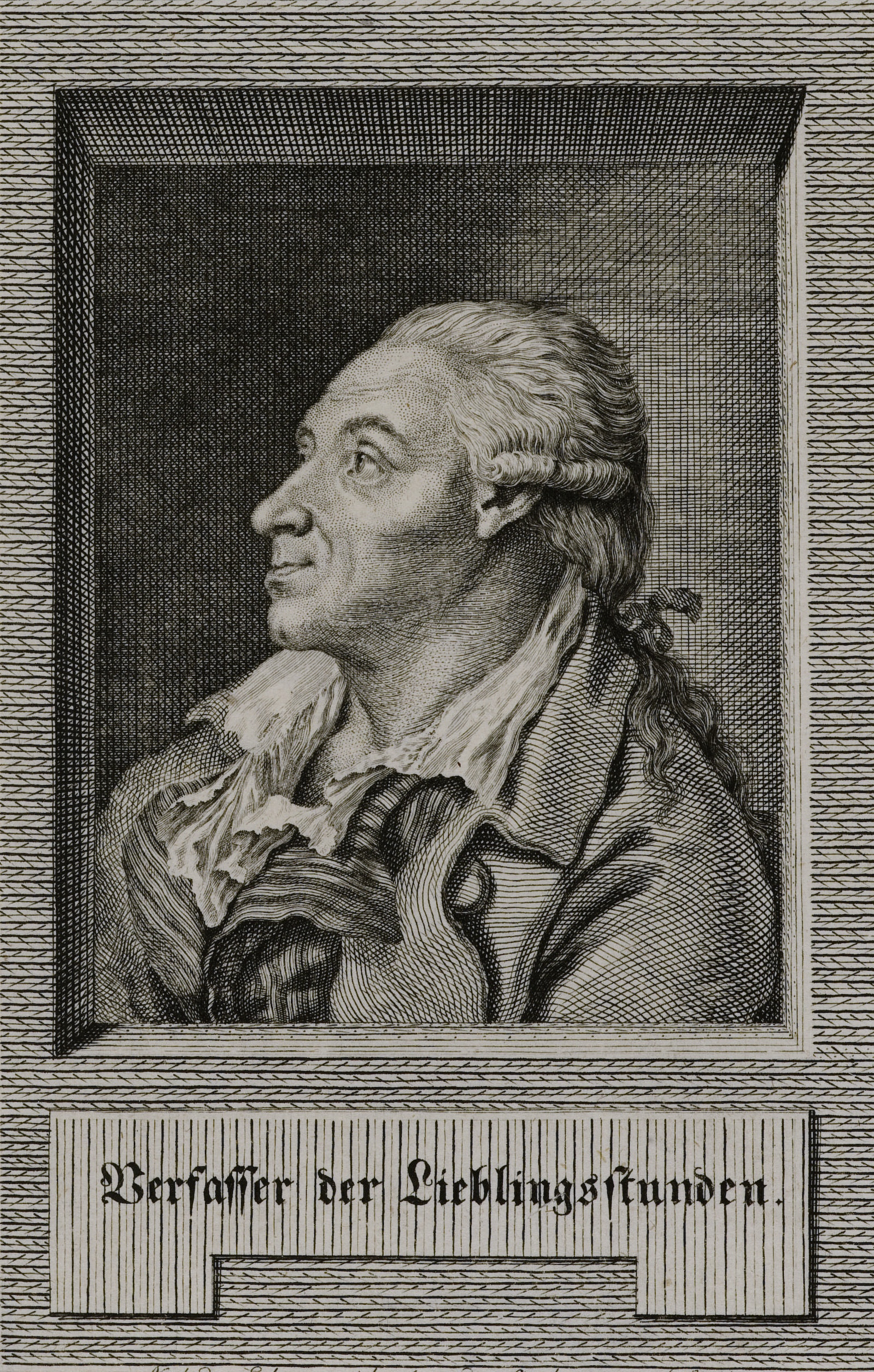
Porträt von Andreas Stöttrupp (1780)

August Friedrich Cranz, auch Crantz, Pseudonym: Pater Gaßner der Jüngere (* 26. September 1737 in Marwitz bei Landsberg an der Warthe; † 19. Oktober 1801 in Berlin) war ein deutscher Schriftsteller.

## Leben
Der Sohn eines lutherischen Predigers studierte Theologie und Rechtswissenschaften an der Universität Halle. Nach seiner Exmatrikulation mit 35 Jahren wurde er im Jahr 1772 Hofmeister bei einem Grafen Solms in Berlin. Auf dessen Empfehlung wurde er später Kriegs- und Steuerrat in Kleve, bald aber wegen Unregelmäßigkeiten wieder abgesetzt.
In Kleve begann Cranz mit dem Schreiben als Redakteur der wöchentlich erscheinenden Zeitschrift Der Freund der Wahrheit und des Vergnügens am Niederrhein, die seit 1773 von Johann Gottlieb Bärstecher herausgegeben wurde. 1782 veröffentlichte er das Pamphlet Das Forschen nach Licht und Recht in einem Schreiben an Herrn Moses Mendelssohn auf Veranlassung seiner merkwürdigen Vorrede zu Manasseh Ben Israel mit fälschlich auf den Wiener Aufklärer Joseph von Sonnenfels hindeutenden Verfasserangaben, das Mendelssohn den Anstoß zum Verfassen seiner Schrift Jerusalem gab. In den Jahren 1779 bis 1784 lebte er in Berlin und anschließend in Hamburg, wohl um seinen Gläubigern zu entgehen. Die dort geschlossene Ehe wurde bald wieder geschieden. Er starb verlassen und verarmt.
Cranz brachte Familiengeheimnisse und Skandale, mit ironischen und satirischen Bemerkungen verbrämt, an die Öffentlichkeit. Er gilt als Goethes und Schillers Widersacher im Xenienstreit.

## Werke und Neuausgaben
- Ueber den Mißbrauch der geistlichen Macht oder der weltlichen Herrschaft in Glaubenssachen. Berlin 1781 (Digitalisat)
- Charlatanerien. Nach der Ausgabe von 1781. Mit einem Nachwort von Horst Möller. Harenberg, Dortmund (= Die bibliophilen Taschenbücher. Band 68).
- Das Forschen nach Licht und Recht in einem Schreiben an Herrn Moses Mendelssohn auf Veranlassung seiner merkwürdigen Vorrede zu Manasseh Ben Israel. Berlin 1782. Digitalisat